# فوتبال در بنگلادش
فوتبال دومین ورزش پرطرفدار در بنگلادش پس از کریکت است. فوتبال در این کشور توسط فدراسیون فوتبال بنگلادش اداره می‌شود.